# Kostel svatého Mikuláše (Rychaltice)
Kostel svatého Mikuláše je barokní římskokatolický chrám v obci Hukvaldy, místní části Rychaltice v okrese Frýdek-Místek. Od roku 1958 je chráněn jako kulturní památka České republiky. Je farním kostelem Farnosti Rychaltice.

## Historie
Kostel sv. Mikuláše v obci Hukvaldy, místní části Rychaltice, byl vystavěn v letech 1726 až 1729 za biskupa Wolfganga Hanibala hraběte Schrattenbacha pravděpodobně na místě kostela dřevěného. Ten zde údajně stál již od roku 1506. Kostel vystavěl Václav Blažka z Kroměříže a tesařský mistr Václav Mareček z Rybího. Jedná se o malou venkovskou dvouvěžovou baziliku s jednou lodí s obdélníkovým presbytářem a štíhlou věží v průčelí ukončenou cibulovou bání. Délka presbytáře je 8 metrů, délka lodi 24 metrů, šířka lodi je 14 metrů. Stavba je bez pilířů. V presbytáři se ve výklencích nacházejí 4 sochy – sv. Benedikta, sv. Martina, sv. Valentina a sv. Blažeje.
Hlavní oltář je zděný s kamennou mensou přes 2 metry dlouhou a 1 metr širokou, schránka pro umístění hostie (tabernaculum) je točivá, po obou stranách jsou andělé a nad tabernaculem je archa s dvěma anděly (odcizeny) darovaná knížetem Lichtensteinem od frýdeckého malíře Jakuba Belle. Součástí hlavního oltáře jsou dva sloupy 5 metrů vysoké, vedle sloupů po bocích sochy, 2 metry vysoké, představují sv. Augustina, sv. Filipa, apoštola Jakuba a sv. Arnošta. Obraz na hlavním oltáři představuje sv. Mikuláše – patrona kostela. Daroval ho rovněž kníže Lichtenstein, kdo je jeho autorem se neví.
Kostel byl posvěcen 5. srpna 1742 biskupem Jakubem hrabětem z Lichtenštejna. Jako památka na tuto velkou událost bylo na bočních stěnách umístěno 12 pozlacených křížů, které se však nedochovaly.
Od roku 1958 je kostel památkově chráněn jako nemovitá kulturní památka.
V roce 1994 bylo opraveno původní schodiště, vybudované v roce 1881 za působení faráře P. Antonína Kouřila, vedoucí ke kostelu z okresní silnice. Práce provedli sami farníci.
V roce 1998 prošel rychaltický kostel důkladnou opravou. Pro zajištění lepší statiky byla věž stažena s kostelní lodí čtyřmi speciálními lany a loď byla stažena po obvodu ocelovou kostrou. Venkovní omítka byla z 80 % otlučena a dána nová. Statické zajištění si vyžádalo náklady ve výši 377 886 Kč a nová omítka 733 899 Kč.